# Brunella Bovo
Brunella Bovo (Padova, 1932. március 4. – Róma, 2017. február 21.) olasz színésznő.

## Filmjei

### Mozifilmek
- Ho sognato il paradiso (1950)
- Csoda Milánóban (Miracolo a Milano) (1951)
- La vendetta di una pazza (1951)
- A fehér sejk (Lo sceicco bianco) (1952)
- Fanciulle di lusso (1953)
- Scampolo '53 (1953)
- Dieci canzoni d'amore da salvare (1953)
- Soli per le strade (1953)
- Wiretapper (1955, Barbara Hudson néven)
- Dramma nel porto (1955)
- Alone in the Streets (1956)
- I vagabondi delle stelle (1956)
- Salambò (1960)
- Cavalcata selvaggia (1960)
- Gioventù di notte (1961)
- Colorado Charlie (1965, Barbara Hudson néven)

### Tv-filmek
- Romeo Bar (1958)
- Il processo di Santa Teresa del bambino Gesù (1967)
- Holiday (1967)

### Tv-sorozatok
- Resurrezione (1965, öt epizód)
- Le avventure di Laura Storm (1965–1966, öt epizód)
- Il circolo Pickwick (1968, három epizód)